# Jésus-Christ en Flandre
Jésus-Christ en Flandre est une nouvelle d’Honoré de Balzac, parue en 1846 et incluse dans les Études philosophiques de La Comédie humaine.

## Historique
Vraisemblablement rédigée vers 1830, mais datée de 1831, la nouvelle est remaniée par fusion de deux récits Jésus-Christ en Flandre (1831) et L'Église (1831). Déplacée un grand nombre de fois dans les sections de La Comédie humaine, elle était censée constituer « le péristyle des Études philosophiques », d’après la préface du Livre mystique rédigée par l’auteur en 1835.
Sa parution définitive se situe en 1846 dans les Études philosophiques de l’édition Furne. Entre ces deux dates, le texte a été publié aux éditions Gosselin, en 1831, dans les Romans et contes philosophiques, puis dans les Contes philosophiques l’année suivante chez le même éditeur. En 1836, une version largement remaniée paraît chez Werdet en deux parties : L’Église et L’Hallucination.
Un fragment du texte, intitulé Zéro, paraît dès 1830 dans La Silhouette où Balzac signait sous le pseudonyme de « Alcofribas ».
La nouvelle est dédiée à Marceline Desbordes-Valmore : « À vous, fille de la Flandre et qui en êtes une des gloires modernes, cette naïve tradition des Flandres. » Cette dédicace souligne l'amitié et l'admiration réciproque qui rapprochaient le romancier et la femme de lettres. La poétesse était originaire de Douai, ville dans laquelle Balzac situera en 1834 La Recherche de l'absolu.

## Résumé
Honoré de Balzac fait une large place à la Flandre dans son récit. L’action se déroule, selon l’auteur, « à une époque assez indéterminée », ce qui donne à la parabole religieuse une valeur intemporelle.
Dans la barque du passeur qui relie l’île de Cadzant (aujourd’hui attachée à la terre ferme de la Flandre zélandaise mais qui était encore une île au XVIIIe siècle) et les côtes de Flandre-Occidentale près d’Ostende, les notables se placent à l’arrière du bateau, les pauvres gens à l’avant. Au moment où un inconnu arrive, juste avant le départ, les notables ne font rien pour lui laisser une place parmi eux, tandis que les pauvres se serrent (l’un d'eux s’assoit même sur le rebord du bateau pour lui laisser un siège). Le ciel est menaçant, la mer houleuse, même le passeur sent qu’il y aura une tempête. Le tableau décrit ici par Honoré de Balzac rappelle les plus belles « scènes de genre » de la peinture flamande, qu'il appelle également « peinture hollandaise » et dont il était grand admirateur,,. Au fur et à mesure que le bateau avance et que la tempête se lève, on découvre que l’inconnu arrivé à bord, malgré ses vêtements sobres, n’est pas un pauvre. C’est un être à part : Jésus-Christ, comme l’indique le titre ; celui-là même qui sauvera les « justes » qui se trouvent parmi les « humbles » au moment du naufrage.
La seconde partie de la nouvelle se déroule dans la chapelle que l’on a construite sur les lieux mêmes où s’est produit le miracle ; le narrateur de la légende est en proie à une hallucination : une vieille femme (personnage déjà présenté dans Zéro, qui incarne une Église usée par les compromissions) est transfigurée en éblouissante jeune fille (l’Église peut retrouver son rayonnement).

## Incipit
Dans l'incipit du texte qui place la Flandre à une époque indéterminée, il fait aussi référence à la Flandre brabançonne : « À une époque assez indéterminée de l'histoire brabançonne, les relations entre l'île de Cadzant et les côtes de la Flandre étaient entretenues par une barque destinée au passage des voyageurs. Capitale de l'île, Midelbourg, plus tard si célèbre dans les annales du protestantisme, comptait à peine deux ou trois cents feux. La riche Ostende était un havre inconnu […]. Qui régnait alors en Brabant, en Flandre, en Belgique ? Sur ce point, la tradition est muette. »

## La parabole religieuse
On pourrait considérer cette nouvelle comme un récit édifiant s’il ne contenait pas l’ensemble des contradictions religieuses de l’auteur.
Dans un esprit voltairien, presque anticlérical, ce catholique qui proclamera plus tard que la société est fondée sur deux principes indiscutables : l’Église et la monarchie, s’en prend assez violemment à la religion qui, pour s’être faite complice des « superbes » (notables) et pour avoir oublié les « humbles », n’est plus qu’un cadavre en sursis.
Mais, antithèse, quand bien même l’Église se trompe, elle reste capable de maintenir son rayonnement divin. Ainsi, le jugement évangélique garde sa vertu.

## Rapprochements historique et religieux
En février 1831, une émeute parisienne saccagea l’église Saint-Germain-l'Auxerrois et l’archevêché. Balzac, bouleversé par ce déchaînement de violence, aurait alors précipité son évolution spirituelle. Il faut rester prudent avec cette hypothèse : d’autres ont été avancées, notamment qu’il cherchait à se concilier l’Église parce que son catholicisme peu orthodoxe aurait pu lui attirer les foudres ecclésiastiques (qu’il s’attira de toute façon).